# マフィン

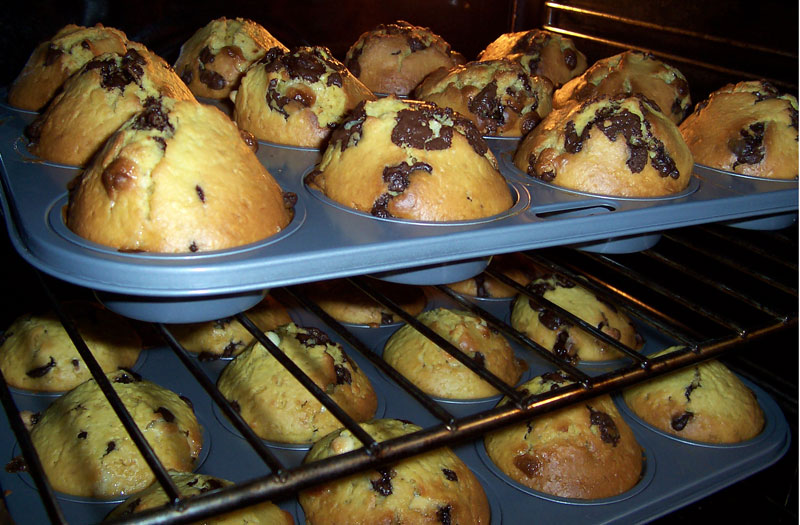
オーブン内のマフィン

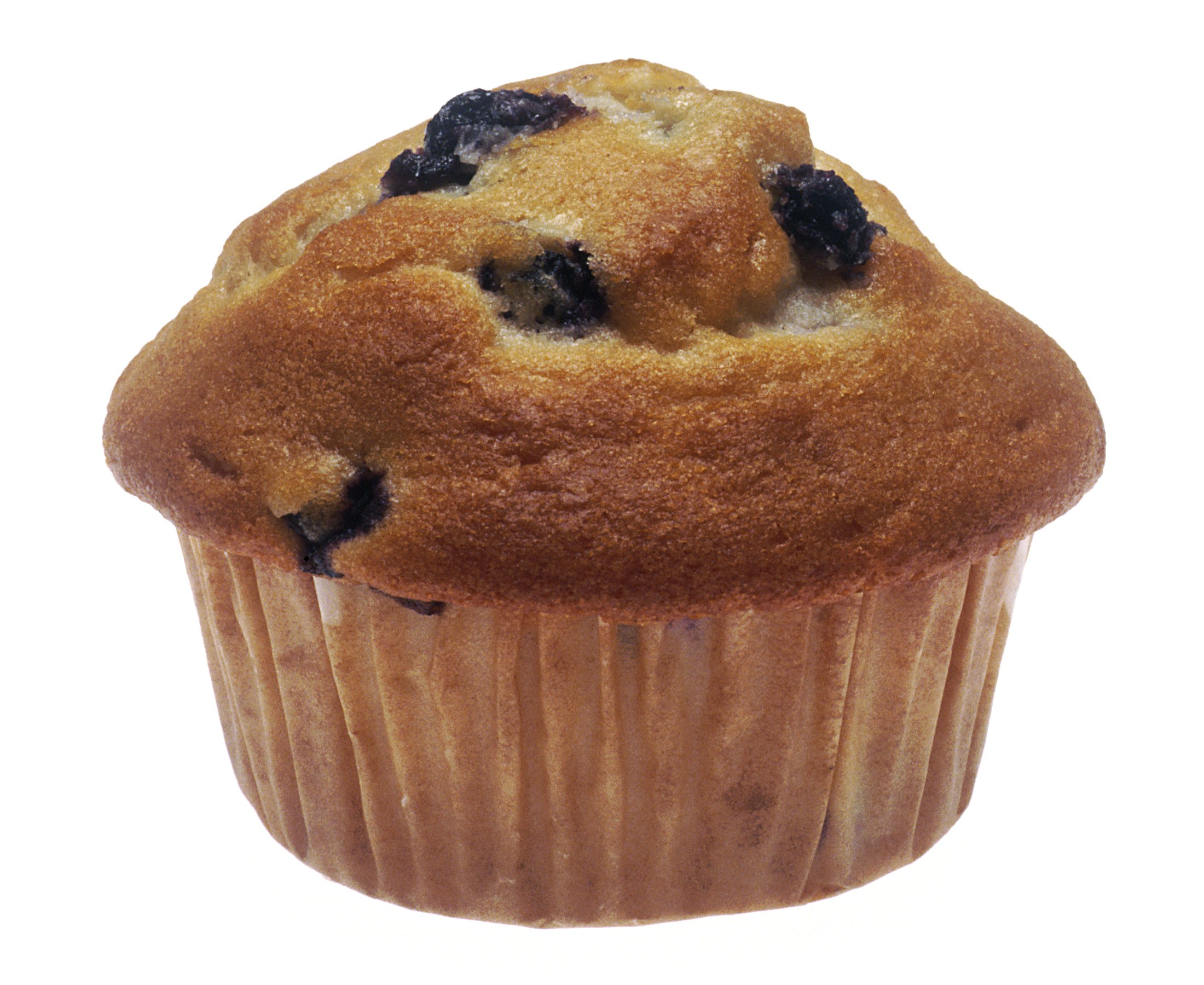
ブルーベリーマフィン

マフィン（英語: muffin）は、パンもしくは焼き菓子の種類であり、速成パンの一種。

## 概要
アメリカ式のカップケーキ状の焼き菓子と、イギリス式の丸型で焼いたパン状のいわゆるイングリッシュ・マフィンがある。明確にする場合、アメリカ式のものを cake muffin と呼んで区別する。本項は主にアメリカ式のものを取り扱う。
小麦粉を始めいろいろな種類の粉で作られ、中にブルーベリーなどのフルーツやナッツ、チョコチップなどが入った甘いものが多く、また、とうもろこし粉やチーズが入った甘くないものもある。ベーキングパウダーで膨らませる。

## 画像

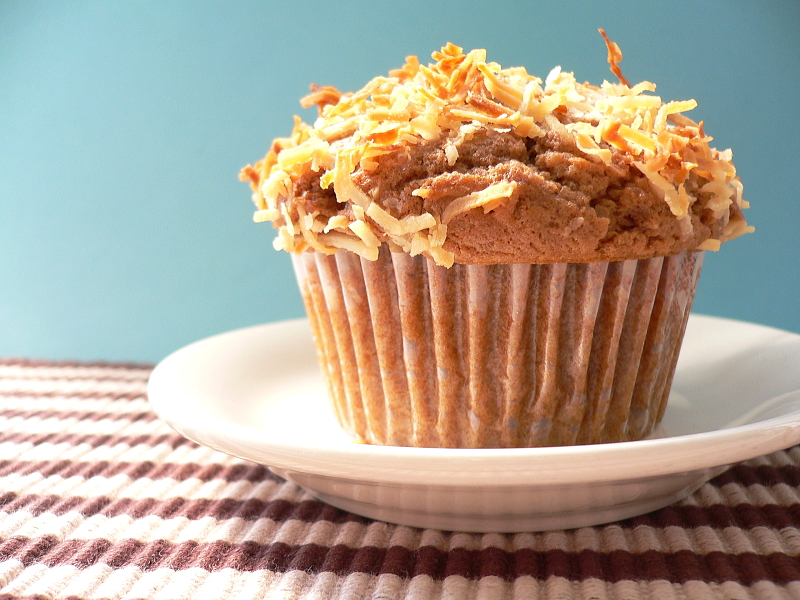
チョコレートとココナッツのマフィン
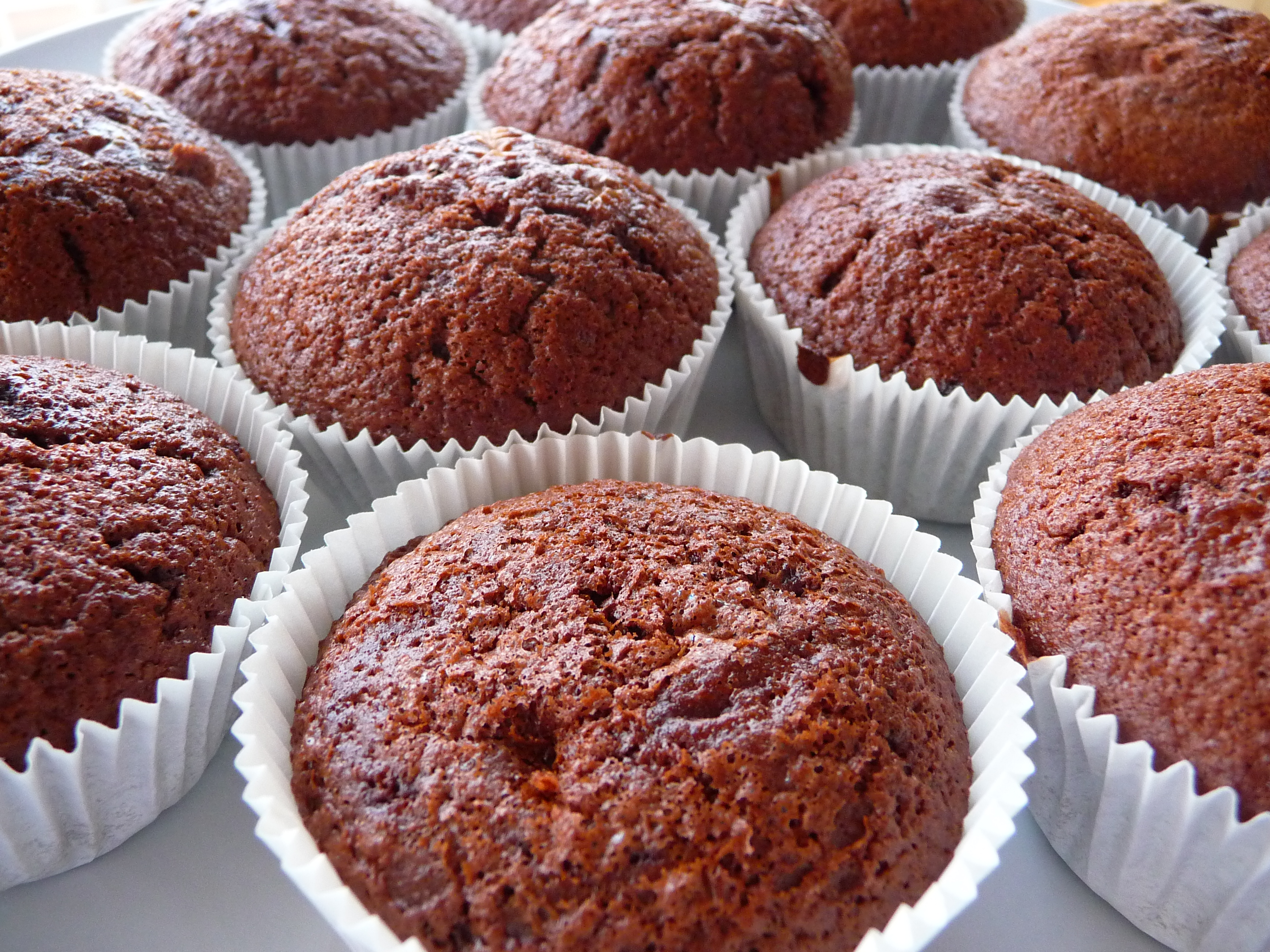
チョコレートとココアのマフィン
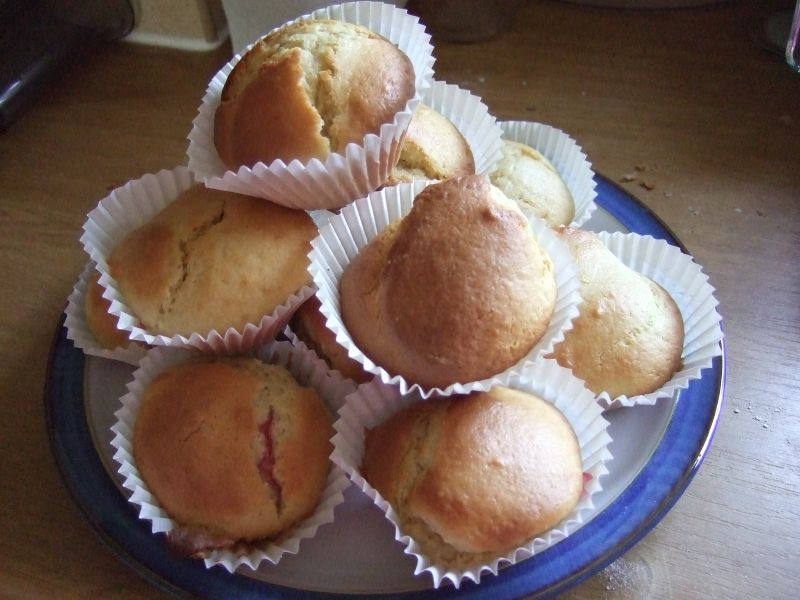
ストロベリーとバナナのマフィン
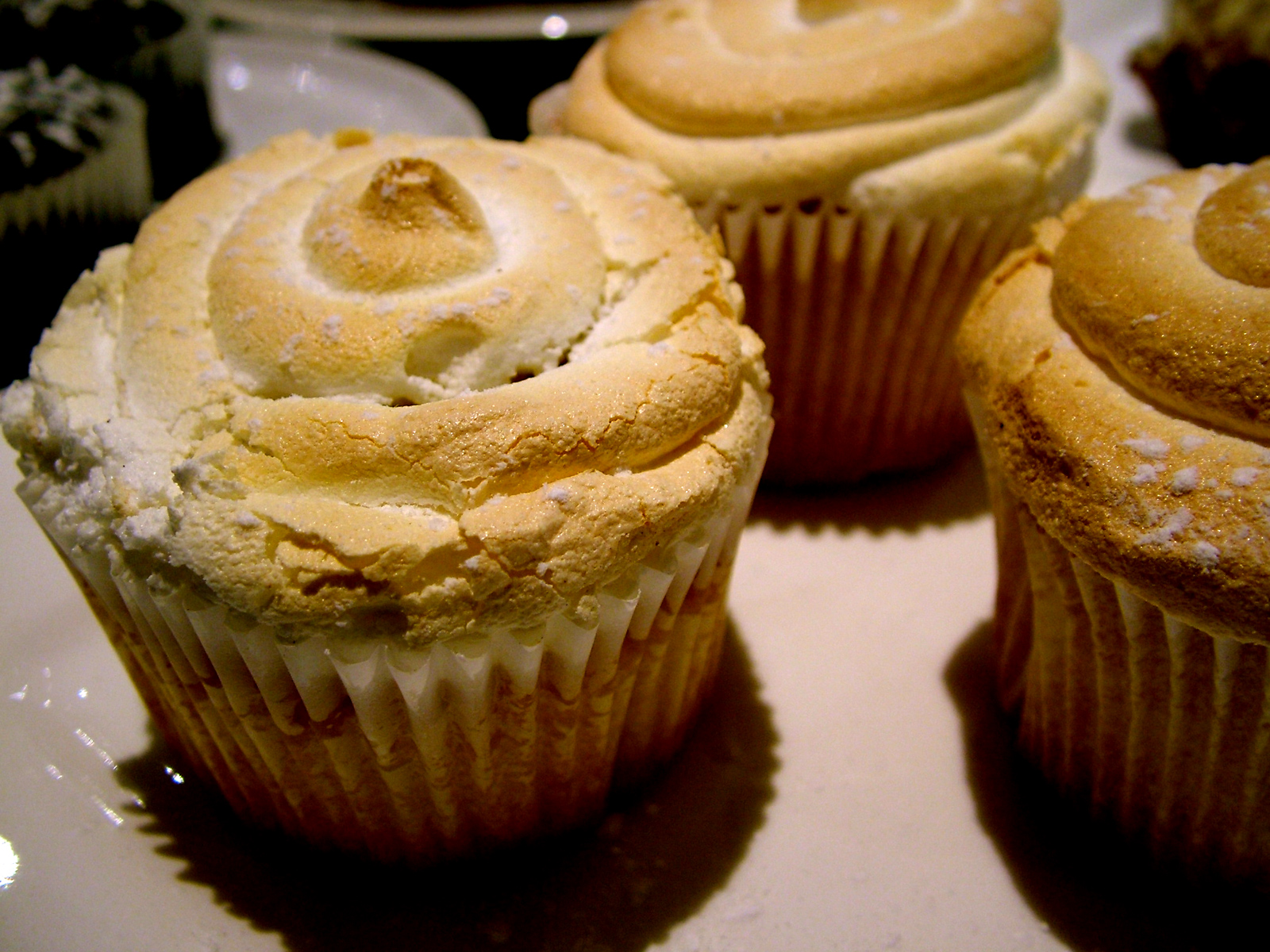
レモンメレンゲマフィン
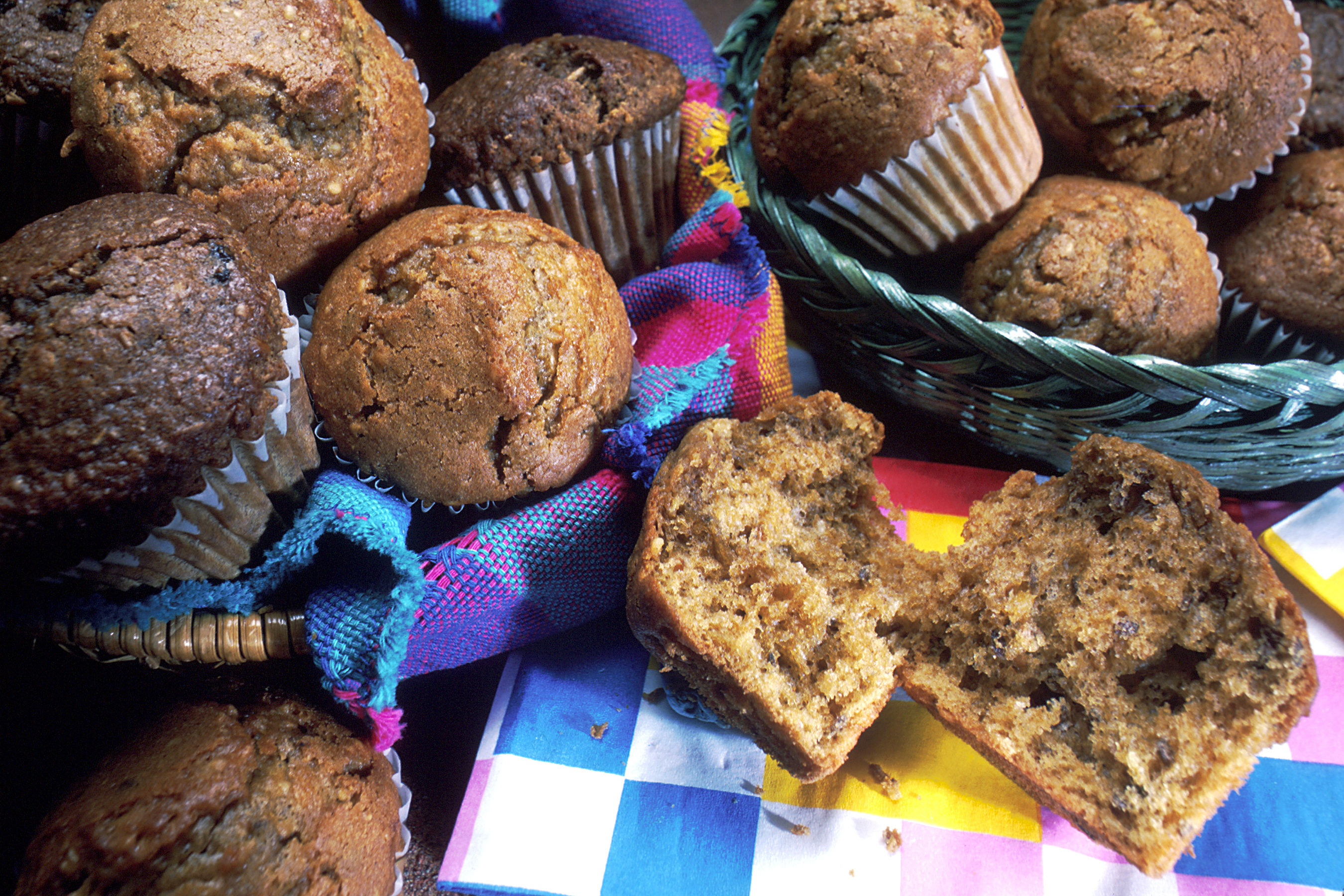
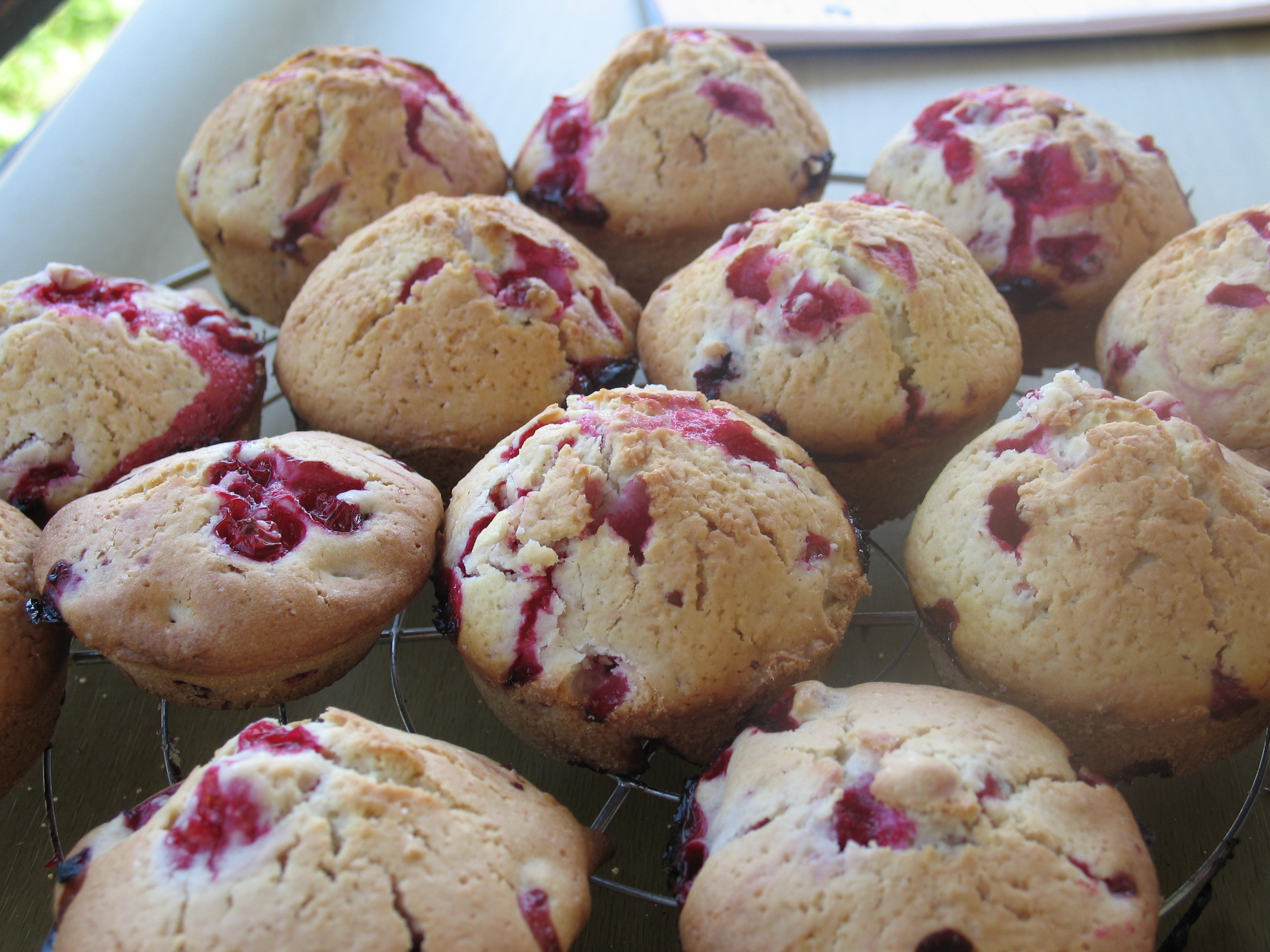